# Željo moja
"Željo moja" (alfabeto cirílico: Желјо моја; tradução portuguesa: "Meu desejo") foi a canção que representou a ex-Jugoslávia no Festival Eurovisão da Canção 1986 in Bergen, Noruega, interpretada em servo-croata pela cantora croata Doris Dragović
A canção tinha letra e música de Zrinko Tutić e foi orquestrada por Nikica Kalogjera.
Foi a segunda canção a ser interpretada na noite do evento, a seguir da canção luxemburguesa "L'amour de ma vie", interpretada por Sherisse Laurence e antes da canção francesa "Européenes, interpretada pela banda Cocktail Chic. Terminou em 11.º lugar, recebendo um total de 49 pontos.
A canção é uma balada em que a cantora fala de um amante que terá perdido e lamenta-se muito por esse motivo, dizendo que ainda o ama e que está sofrendo é um castigo por o ter abandonado.